# Delegace (film)
Delegace (francouzsky המשלחת) je izraelsko-polsko-německý hraný film z roku 2023, který režíroval Asaf Saban podle vlastního scénáře. Snímek měl světovou premiéru na Mezinárodním filmovém festivalu v Berlíně dne 16. února 2023.

## Děj
Skupina mladých Izraelců, mezi nimi i tři kamarádi Frisch, Nitzan a Ido, je na školním výletě. Navštěvují bývalé koncentrační tábory a památníky holokaustu v Polsku. Školní výlet zároveň ovlivní jejich pocity a vztahy mezi nimi.

## Obsazení
| Neomi Harari        | Nitzan       |
| Yoav Bavly          | Frisch       |
| Leib Lev Levin      | Ido          |
| Ezra Dagan          | Yosef Frisch |
| Alma Dishy          | Einat        |
| Etai Avital         | Matan        |
| Karolina Bruchnicka | Anna         |
| Aviv Buchler        | Noa          |
| Alma Dishi          | Einat        |
| Lech Dyblik         | Pawel        |
| Pascal Fischer      | Jakub        |
| Tomira Kowalik      | Agnieszka    |
| Krzysztof Kozlowski | Tadeusz      |
| Maciej Miszczak     | Kuba         |
| Etl Szyc            | průvodce     |

## Ocenění
- Filmový festival v Meklenbursku-Předním Pomořansku: nominace na nejlepší film pro mládež
- Jeruzalémský filmový festival: Cena Anat Pirchi za nejlepší scénář (Asaf Saban), Ensemble Award (Yoav Bavly, Neomi Harari, Leib Lev Levin, Ezra Dagan a Alma Dishy)
- Zlínský filmový festival: cena za nejlepší film pro mládež